# 秘魯副矛䱛
秘魯副矛䱛為輻鰭魚綱鱸形目鱸亞目石首魚科的其中一種，分布東南太平洋的秘魯海域，本魚體細長而側扁，背部略為拱起，吻突出，口小，下位，體上半部黑色，下半部銀色;體側具7或8個模糊的縱紋;魚鰭暗色，體長可達51公分，棲息在沿岸沙底質海域及海灣，屬肉食性，以蠕蟲及其他底棲性無脊椎動物等為食，可做為食用魚及觀賞魚。